# Carla Sacramento
Carla Cristina Paquete Sacramento (* 10. Dezember 1971 in Lissabon) ist eine portugiesische Leichtathletin.
Carla Sacramento ist eine Mittelstreckenläuferin, welche sich insbesondere auf den 1500-Meter-Lauf konzentrierte. In dieser Disziplin gewann sie bei den Leichtathletik-Weltmeisterschaften 1995 in Göteborg die Bronzemedaille und wurde bei den Leichtathletik-Weltmeisterschaften 1997 in Athen Weltmeisterin. Sie stellte im Laufe ihrer Karriere 24 Landesrekorde auf. Die vierfache Olympiateilnehmerin konnte allerdings bei Olympischen Spielen nie eine Medaille gewinnen.